# Rogownica skupiona
Rogownica skupiona, rogownica lepka (Cerastium glomeratum) – gatunek rośliny z rodziny goździkowatych. Opisywany jest jako gatunek współcześnie kosmopolityczny, przy czym pochodzić ma z basenu Morza Śródziemnego i Europy Środkowej, a według innych źródeł rodzimy jest także na pozostałym obszarze Europy oraz Azji zachodniej i południowej. Został zawleczony i obecnie w wielu miejscach pospolicie występuje na wszystkich kontynentach (z wyjątkiem Antarktydy), przy czym brak go w północnej części Azji, Ameryki Północnej oraz na wielu obszarach w tropikach. W Polsce jest pospolity w południowej części kraju, rozpowszechniony na pozostałej z wyjątkiem północno-wschodniej i środkowo-wschodniej części kraju, gdzie jest rzadszy. Określany jest jednak jako gatunek ustępujący.

## Morfologia
PokrójRoślina zielna, żółtawozielona, o pędach prosto wzniesionych lub podnoszących się, osiągająca zwykle od 7 do 20 cm wysokości, rzadziej drobniejsza lub wyższa. Rośliny wyrastają pojedynczo lub w kępach. Pokryte są gęsto prostymi włoskami i zwykle, przynajmniej w górze także włoskami gruczołowatymi. Korzeń cienki, palowy. Łodyga pojedyncza lub rozgałęziająca się, zwykle w górze. U nasady pędów brak pędów płonnych.
LiścieDolne odwrotniejajowate, w górze eliptyczne, jajowate do lancetowatych. Naprzeciwległe, niemal siedzące. Osiągają zwykle od 8 do 12 mm długości, czasem dłuższe do 20 mm, czy nawet 30 mm. Szerokość blaszki wynosi zwykle od 2 do 8 mm, rzadko do 15 mm. Blaszka z obu stron jest owłosiona, na brzegu orzęsiona, pośrodku z wyraźną wiązką przewodzącą.
KwiatyZebrane w zwykle gęste wierzchotki dwuramienne w których rozwija się od 3 do 50 kwiatów (najczęściej jest ich od 10 do 25). Rozgałęzienia wsparte są przysadkami podobnymi do liści – całymi zielonymi, rzadko tylko na końcach bardzo krótko obłonionymi. Rozgałęzienia kwiatostanu owłosione i zwykle ogruczolone. Szypułki osiągają od 1 do 3 mm długości. Działki kielicha ok. 4–5 mm długości, lancetowate, zaostrzone, wąsko obłonione i pokryte długimi włoskami. Czasem czerwono nabiegłe na końcach. Płatki korony białe, krótsze lub nieco dłuższe od działek, czasem też ich brak zupełnie, na szczycie są głęboko wcięte. Pręcików jest 10, nagich, krótszych od działek. Szyjek słupka 5.
OwoceWalcowate, nieco wygięte torebki, podobnej długości i często dłuższe od działek kielicha (osiągają do 10 mm długości). Na szczycie otwierające się 10 odwijającymi się ząbkami. W czasie owocowania szypułki nie wydłużają się i nie zwieszają się (jak u wielu innych rogownic). Nasiona jasnobrązowe, do 0,6 mm długości, pokryte drobnymi brodawkami.

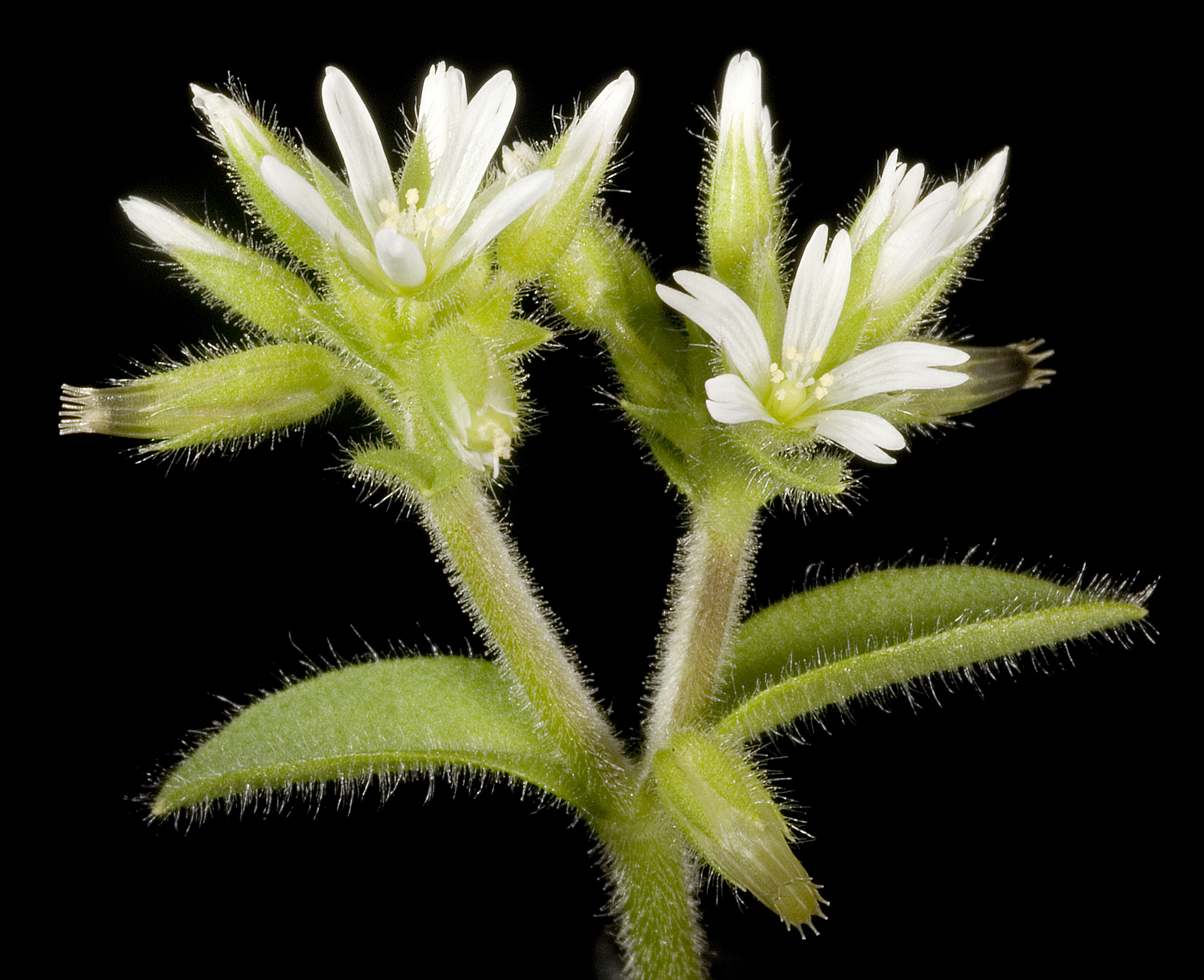
Kwiatostan
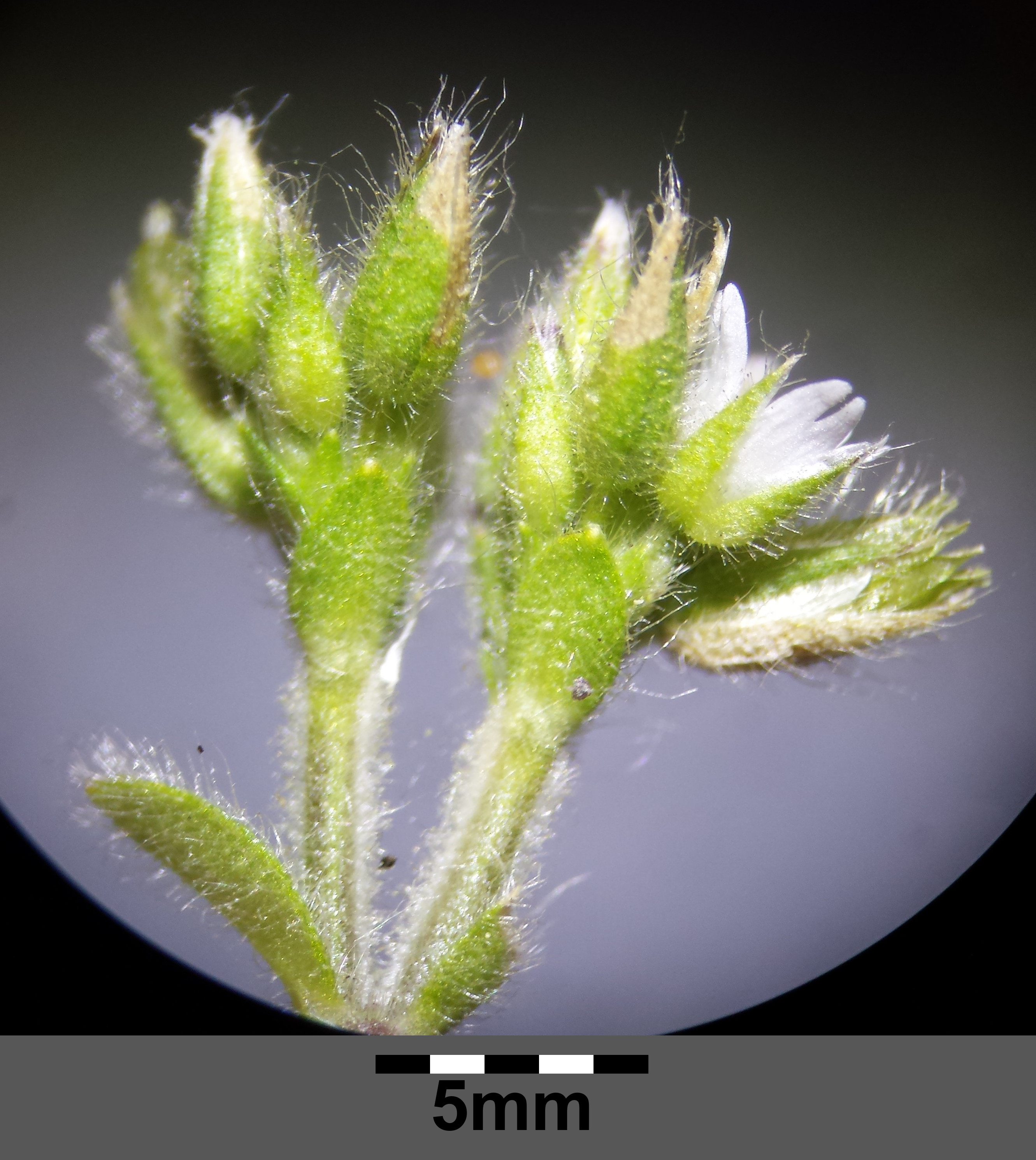
Kwiatostan i przysadki
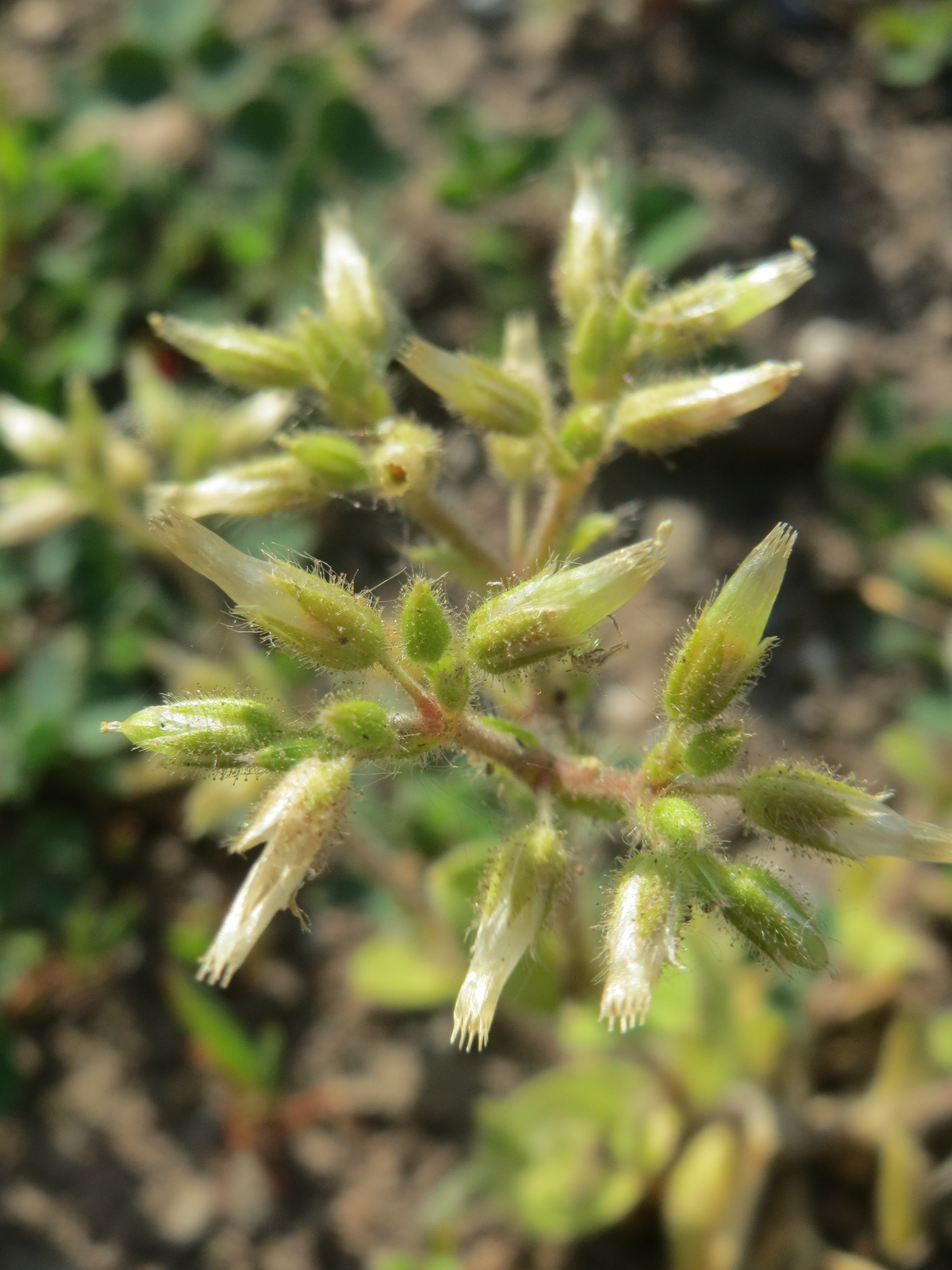
Owoce
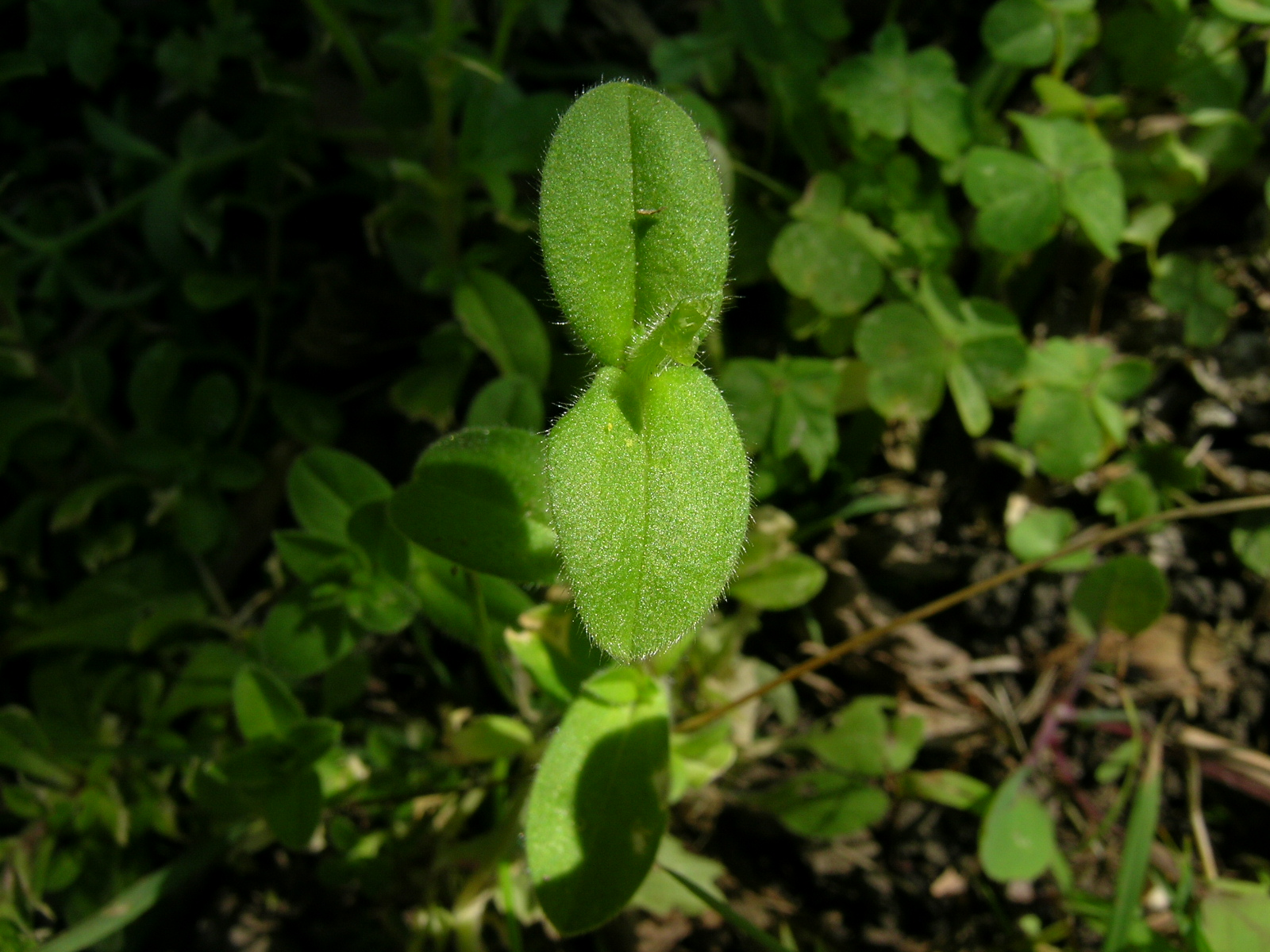
Liście
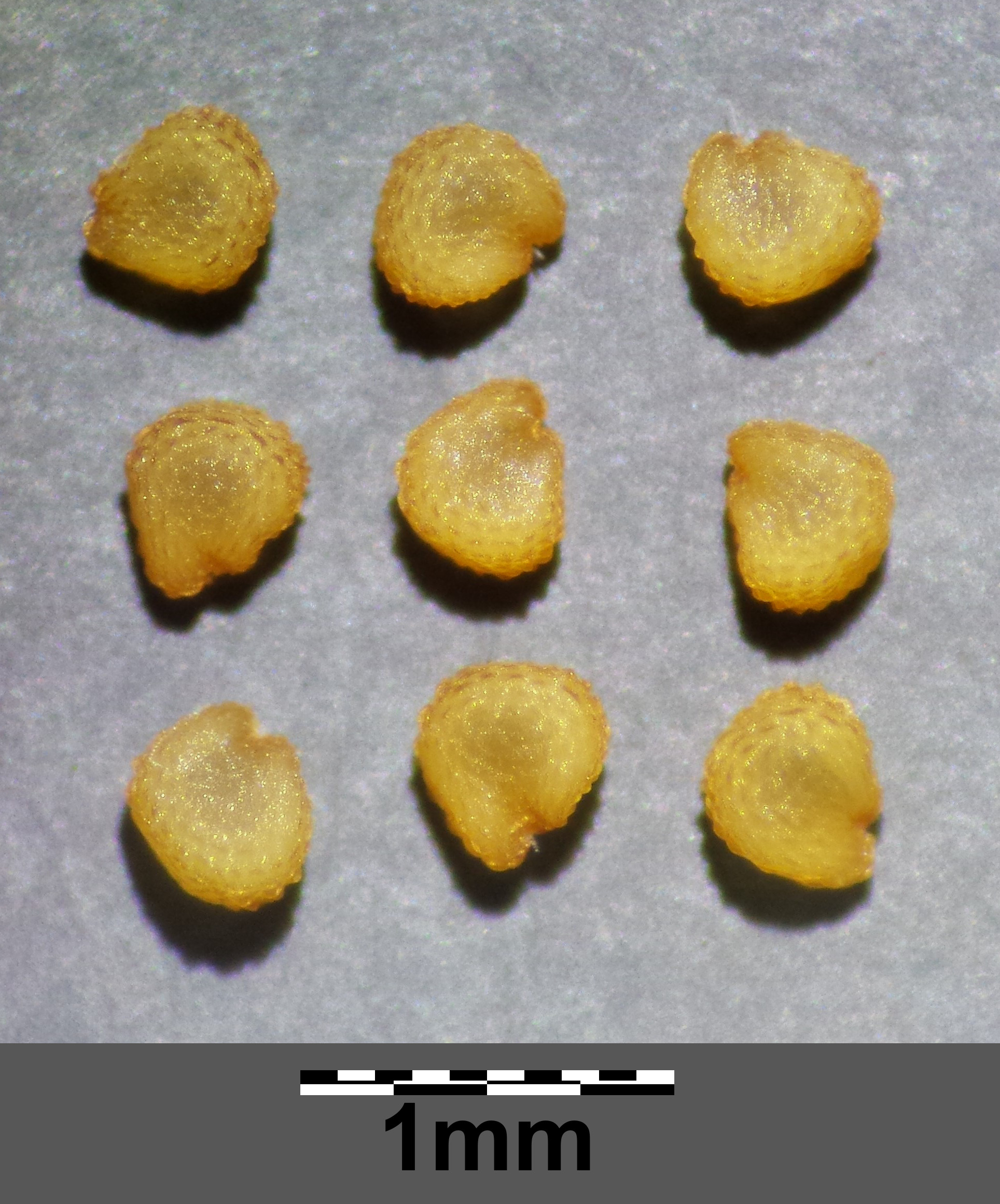
Nasiona

Gatunki podobneW Europie Środkowej rośliny także bez pędów płonnych z działkami na szczycie owłosionymi (w każdym razie z owłosieniem dłuższym od wąskiego obłonienia) ma rogownica drobnokwiatowa C. brachypetalum. Różni się ona orzęsionymi pręcikami i szypułkami zawsze dłuższymi od kielicha (przez to kwiatostany nie są tak zbite). Rośnie też na innych siedliskach – suchych murawach.

## Systematyka
Gatunek zaliczany jest do podsekcji Ciliopetala, sekcji Fugacia i podrodzaju Cerastium w obrębie rodzaju rogownica Cerastium.
W obrębie gatunku wyróżniany jest poza podgatunkiem nominatywnym jeszcze jeden – Cerastium glomeratum subsp. megacalyx Kamelin.
Poza tym zmienność morfologiczna była powodem opisania taksonów niższej rangi systematycznej. W zależności od obecności lub nie ogruczolenia wyróżniano odpowiednio odmiany glomeratum i eglandulosum. W zależności od długości płatków opisano formy: spurium (płatki dłuższe od działek), glomeratum (płatki podobne lub krótsze od działek), apetalum (kwiaty bez płatków).

## Biologia i ekologia

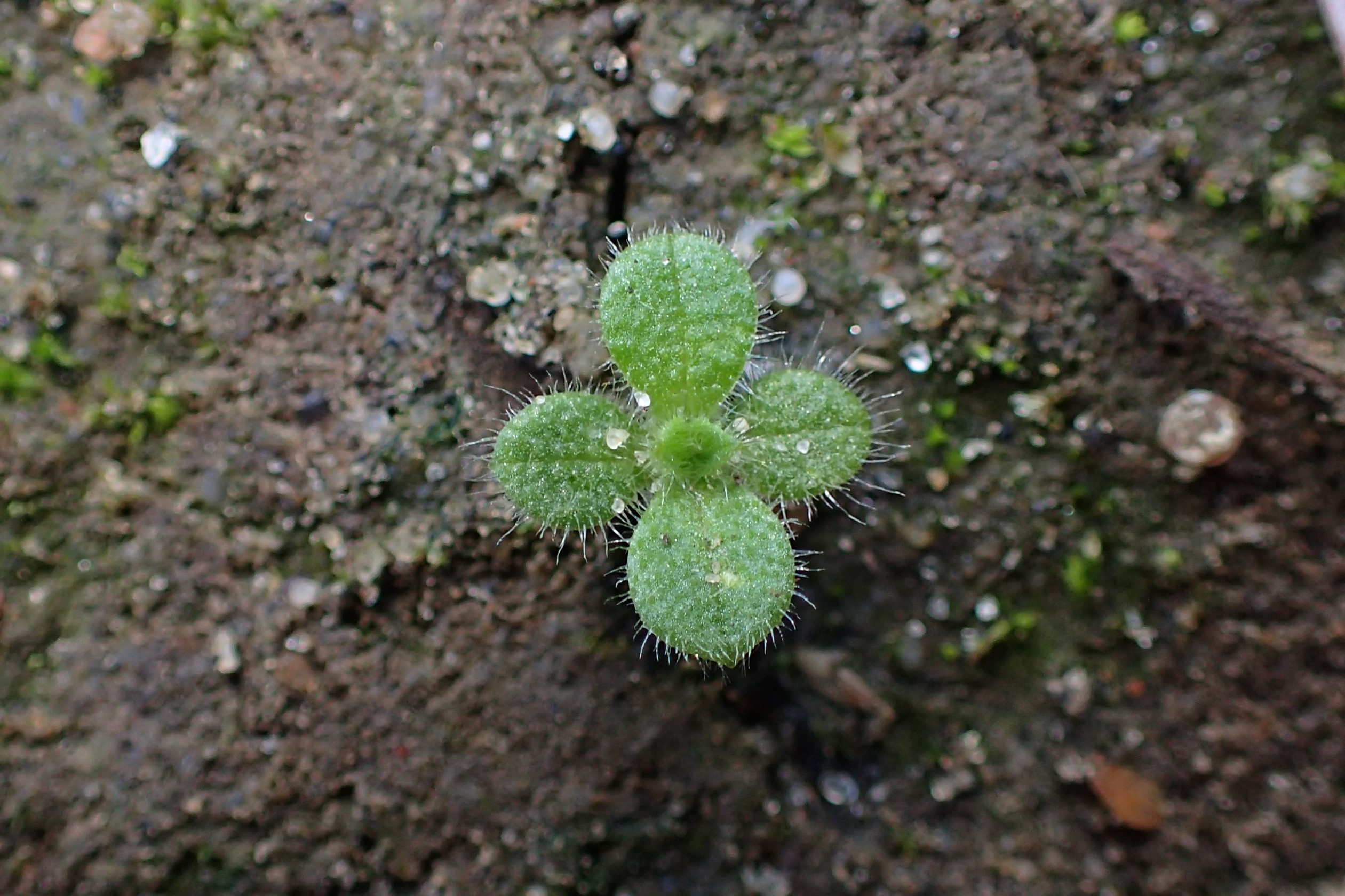
Siewka rogownicy skupionej

Zwykle opisywany jest jako roślina jednoroczna, czasem także jako dwuletnia, co wynikać może stąd, że jako roślina roczna rosnąć może zarówno jako jara, jak i ozima. Kwitnie przez cały sezon wegetacyjny, w Europie Środkowej od maja do sierpnia i czasem dłużej do jesieni, bliżej równika od kwietnia lub nawet lutego do czerwca–lipca. Liczba chromosomów 2n = 72.
Rośnie w zbiorowiskach chwastów segetalnych i na siedliskach ruderalnych, na przydrożach, na brzegach rzek, w murawach na górskich stokach, na polanach i łąkach. Preferuje gleby wilgotne, zarówno piaszczyste, jak i gliniaste. W polskich górach sięga do 1270 m n.p.m. (Karkonosze) i 1350 m  (Tatry), w Chinach sięga do 3700 m.

## Znaczenie użytkowe
W uprawach rośnie jako chwast. Jest zwalczany poprzez wczesną podorywkę.
Pędy rogownic przed kwitnieniem są jadalne, spożywane zwykle po ugotowaniu.